# Trosly-Breuil
Trosly-Breuil – miejscowość i gmina we Francji, w regionie Hauts-de-France, w departamencie Oise.
Według danych na rok 1990 gminę zamieszkiwały 2034 osoby, a gęstość zaludnienia wynosiła 185 osób/km² (wśród 2293 gmin Pikardii Trosly-Breuil plasuje się na 136. miejscu pod względem liczby ludności, natomiast pod względem powierzchni na miejscu 386.). 
W Trosly-Breuil w 1964 r. powstała placówka macierzysta wspólnot religijnych L’Arche.